# دهستان کوهستان (داراب)
دهستان کوهستان (داراب) نام دهستانی در بخش رستاق شهرستان داراب، استان فارس در ایران است. براساس سرشماری مرکز آمار ایران در سال ۱۳۸۵، جمعیت آن ۵۰۷۰ نفر (۱۱۹۶ خانوار) بوده‌است.